# Boeing Bird of Prey
Boeing Bird of Prey – amerykański eksperymentalny samolot będący demonstratorem technologii stealth. Wyprodukowany przez firmę Boeing.

## Historia
Fakt istnienia samolotu został podany do publicznej wiadomości 18 października 2002 roku. Zdecydowano się na ten krok, ponieważ zastosowane w samolocie rozwiązania konstrukcyjne zastosowano już w innych dobrze znanych konstrukcjach (np. Boeing X-45). Bird of Prey został zbudowany w ośrodku Boeinga Phantom Works, początkowo pracę prowadziła firma McDonnell Douglas jednak po tym jak w 1997 roku stała się częścią Boeinga, to on kontynuował badania i testy. Program budowy samolotu o obniżonej skutecznej powierzchni odbicia radiolokacyjnego, na którym chciano przetestować przyjęte założenia konstrukcyjne, rozpoczął się w 1992 roku. Jego efektem był Bird of Prey, którego oblotu dokonano w 1996 roku. Nazwa samolotu nawiązuje do nazwy klingońskiego statku kosmicznego z serialu Star Trek. Do roku 1999, kiedy zakończono program badań, samolot wykonał 38 lotów.

## Konstrukcja
Samolot wykonano z włókien węglowych. W celu zmniejszenia kosztów produkcji w trakcie budowy samolotu użyto sprawdzonych, dostępnych części (między innymi bardzo szeroko stosowany silnik Pratt & Whitney Canada JT15D-5C). Całkowity koszt programu zamknął się w sumie 67 mln USD. Samolot posiada hydrauliczny system sterowania. Jest to konstrukcja jednomiejscowa, poddźwiękowa z płaskim, nośnym kadłubem i skrzydłami o bardzo dużym skosie, wygiętymi w kształcie litery „M”. Samolot posiada chowane, trójgoleniowe podwozie. Wlot powietrza do silnika znajduje się na grzbiecie kadłuba za kabiną pilota, taki wlot i kształt tunelu dolotowego powietrza do silnika osłania łopatki sprężarki silnika przed promieniowaniem radiolokacyjnym zmniejszając echo radarowe samolotu. Kształt kadłuba i wlot powietrza sprawdzony na Bird of Prey wykorzystany został później w konstrukcjach X-45 oraz X-47, bezzałogowych aparatach latających o obniżonej skutecznej powierzchni odbicia radiolokacyjnego. Zbudowano jeden egzemplarz, który po ujawnieniu go mediom został oddany do National Museum of the United States Air Force (Muzeum Sił Powietrznych Stanów Zjednoczonych) w bazie Wright-Patterson Air Force Base mieszczącej się obok Dayton w stanie Ohio.